# منتخب صربيا لكرة اليد الشاطئية
منتخب صربيا لكرة اليد الشاطئية (بالصربية: Женска репрезентација Србије у рукомету на песку)‏ هو ممثل صربيا الرسمي في المنافسات الدولية في كرة اليد الشاطئية
.